# Fabien Roussel
Fabien Roussel (Béthune, 16 de abril de 1969) es un periodista y político francés. Desde el 25 de noviembre de 2018 es Secretario Nacional del Partido Comunista Francés (PCF). Desde 2017 hasta 2024 fue diputado por el distrito 20 del Norte. En mayo de 2021 fue elegido candidato del PCF para las elecciones presidenciales de Francia de 2022. Es alcalde de Saint-Amand-les-Eaux desde 2025.

## Biografía

### Orígenes y formación profesional
De una familia de activistas, Fabien Roussel es el hijo de Daniel Roussel, experiodista en L'Humanité. Después de la escuela secundaria terminó en Champigny-sur-Marne, en la región de París, se graduó en el Centro de Desarrollo de Periodistas (CPJ). Comenzó su carrera como reportero de imágenes en France 3 Ardennes.

### Trayectoria política
Durante sus años de escuela secundaria, Fabien Roussel participó en el Movimiento de Jóvenes Comunistas de Francia (MJCF) para denunciar el apartheid en Sudáfrica y exigir la liberación de  Nelson Mandela. También fue el momento en que participó en demostraciones importantes contra las leyes Monory y  Devaquet.
En 1997 fue asesor en comunicación de Michelle Demessine, posteriormente Secretaria de Estado de Turismo. Posteriormente trabajó para los políticos comunistas Jean-Jacques Candelier y Alain Bocquet.

#### Consejero de Saint-Amand-les-Eaux
En 2014, Fabien Roussel fue elegido consejero municipal delegado de cultura y festivales de la ciudad de Saint-Amand-les-Eaux (2014-2020) con Alain Bocquet, al frente de la alcaldía.
En 2015 fue elegido cabeza de lista de los comunistas de la región de Alta Francia. Durante esta campaña, propuso la creación de un banco público para financiar pequeñas y medianas empresas y comunidades a una tasa cercana a cero; también solicitó la intervención humanitaria del ejército en el barrio de Calais. Denunció también que la política de Manuel Valls favorecía la subida de la ultraderechista Agrupación Nacional. Con el 5,32% de los votos, la lista que encabezó no se pudo llegar a la segunda ronda.
En 2016, lanzó una petición en línea para apoyar a un empleado de Transportes Bombardier en Crespin con el objetivo de recuperar su puesto de trabajo. También en 2016, defendió la industria ferroviaria y la producción industrial francesa, llamando también la atención sobre la difícil situación los productores de leche.

#### Diputado de la XVe legislatura
Fabien Roussel fue elegido diputado francés por el distrito 20 del Norte durante las elecciones generales de 2017 ·, con un suplente saliente Alain Bocquet, que no se representó a sí mismo. Inscrito en el Grupo de la Izquierda Demócrata y Republicana es miembro de la Comisión de Finanzas, Economía General y Control de Presupuesto.
Fue autor con el Grupo de la Izquierda Demócrata y Republicana de un proyecto de ley que creó una lista francesa de paraísos fiscales. Relator del texto, denunció en la Asamblea Nacional evasión de impuestos y explicó cómo, "con tres clics en Internet", se le ofreció comenzar su sociedad offshore.

#### Secretario Nacional PCF
En octubre de 2018, los militantes del PCF votaron por el texto de la estrategia del partido y eligieron mayoritariamente el "Manifiesto por un Partido Comunista del siglo XXI", presentado por André Chassaigne y Fabien Roussel, con el 42.15% de los votos, frente al texto "El comunismo es la cuestión del siglo XXI" defendido por el entonces Secretario Nacional Pierre Laurent que recibió el 37.99% de los votos. El nombre de Fabien Roussel se planteó entonces como posible sucesor de Pierre Laurent siendo finalmente elegido Secretario Nacional en la convención del PCE celebrada del 23 al 26 de noviembre de 2018.

### Candidato a las presidenciales de 2022
El 11 de abril de 2021 fue elegido candidato del PCF a las elecciones presidenciales de 2022 con el 73 % de los votos de los 800 asistentes a conferencia nacional del partido. La elección fue ratificada por la militancia comunista el 9 de mayo con el 82,36 por ciento de los votos de un censo de unas 30.000 personas. Desde 2007 el PCF no presentaba un candidato. En las elecciones de 2012 y 2017 el partido apoyó a Jean-Luc Mélenchon, líder de Francia Insumisa.
Además del PCF, Roussel recibió el apoyo de otras pequeñas formaciones de la izquierda francesa, como los Radicales de Izquierda (escisión del Partido Radical de Izquierda), el Movimiento Republicano y Ciudadano, la Izquierda Republicana y Socialista, o la Nueva Izquierda Socialista.
En 2024, será derrotado en las elecciones legislativas anticipadas. El 30 de enero de 2025, fue elegido alcalde de Saint-Amand-les-Eaux.